# فاجعه ورزشگاه هیسل
فاجعهٔ ورزشگاه هیسل واقعه‌ای است که پیش از آغاز فینال جام باشگاه‌های اروپا ۱۹۸۵ رخ داد. در این مسابقه که میان تیم‌های یوونتوس و لیورپول در ورزشگاه هیسل بروکسل برگزار می‌شد، در اثر ریزش دیوار، ۳۹ هوادار یوونتوس کشته شدند و در نتیجه تیم‌های انگلیسی، ۵ سال و لیورپول، شش سال از حضور در رقابت‌های اروپا محروم شدند.

## زمینه
لیورپول در دورهٔ قبل جام باشگاه‌های اروپا توانسته بود با غلبه بر آ.اس. رُم، قهرمان اروپا شود. در سوی دیگر، یوونتوس قهرمان جام در جام اروپا (سطح دوم فوتبال باشگاهی اروپا) در سال ۱۹۸۴ بود که بیشتر بازیکنان آن را بازیکنانی تشکیل می‌دادند که در سال ۱۹۸۲ به همراه تیم ملی فوتبال ایتالیا قهرمان جام جهانی در اسپانیا شده بودند و نیز در آن زمان، میشل پلاتینی (دارندهٔ جایزهٔ بهترین بازیکن اروپا در سال‌های ۱۹۸۳، ۱۹۸۴ و ۱۹۸۵) در یوونتوس بازی می‌کرد.
پیشتر در ژانویهٔ آن سال یوونتوس و لیورپول در سوپرجام اروپا به مصاف هم رفته بودند که یوونتوس در تورین توانست بازی را با نتیجهٔ ۲–۰ ببرد و بازی برگشت که قرار بود در ورزشگاه آنفیلد برگزار شود به‌دلیل این‌که لیورپول در جدول زمان‌بندی برنامه‌های خود زمان مناسبی را برای انجام این بازی پیدا نکرده بود، به تعویق افتاد و پس از فاجعهٔ ورزشگاه هیسل دیگر برگزار نگردید.

## حادثه

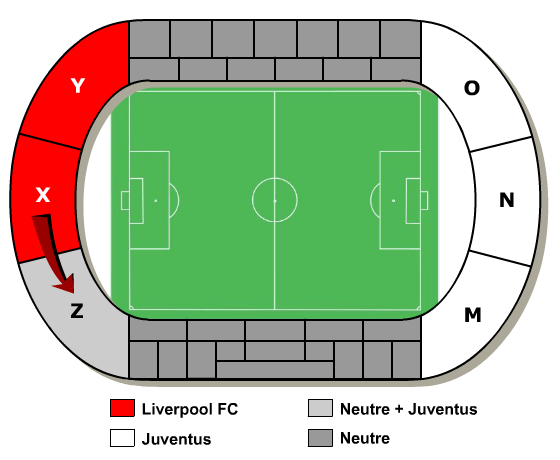
موقعیت هواداران دو تیم در روز فاجعهٔ ورزشگاه هیسل

یک ساعت پیش از آغاز مسابقه، در فینال جام باشگاه‌های اروپا در سال ۱۹۸۵ در ورزشگاه هیسل، هواداران لیورپول با شکستن فنس‌هایی که میان آنان و طرفداران یوونتوس برای جدایی و جلوگیری از کشمکش و درگیری قرار داده شده‌بود به طرفداران یوونتوس حمله‌ور شده و آن‌ها را مورد ضرب و شتم قرار دادند، یوونتوسی‌ها که انتظار این حرکت را از هواداران لیورپول نداشتند ناچار با آن‌ها درگیر شده و به ناگاه عقب‌نشینی کردند؛ فشار یوونتوسی‌ها به دیوارهای پیرامون ورزشگاه، منجر به ویرانی آن گشت و باعث شد که روی سر آن‌ها ویران گردد. در پی این حادثه ۳۹ نفر که اکثراً از طرفداران یوونتوس بودند، کشته شدند. با این وجود، بازی فینال برگزار شد و یوونتوسی‌ها با تک‌گل میشل پلاتینی قهرمان شدند. این فاجعه را سیاه‌ترین ساعت در تاریخ مسابقات یوفا نام‌گذاری کردند.

## پیامدها

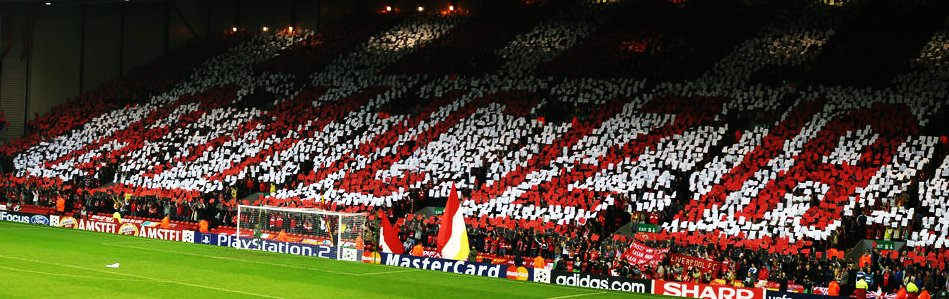
دیدار دو تیم یوونتوس و لیورپول، ۲۰ سال بعد از حادثه در ورزشگاه آنفیلد

پس از این مسابقهٔ لیورپول ۶ سال و دیگر باشگاه‌های انگلیسی از حضور در رقابت‌های اروپایی به مدت ۵ سال محروم شدند. یوونتوس و لیورپول پس از فاجعهٔ هیسل به مدت ۲۰ سال با هم بازی نکردند تا این‌که در سال ۲۰۰۵ که در مسابقات لیگ قهرمانان اروپا دوباره با هم رو در رو شدند. در بازی رفت که در آنفیلد برگزار می‌شد قبل از شروع مسابقه هواداران لیورپول با اجرای طرح موزائیک، واژهٔ "amicizia" که در زبان ایتالیایی به‌معنی دوستی است؛ خطاب به هواداران یوونتوس که در سمت روبرو نشسته‌بودند به نحوی از آنان عذرخواهی کردند. هواداران یوونتوس برای این‌که نشان دهند لیورپول را بخشیده‌اند به شادی پرداختند اما تعداد قابل توجهی از هواداران یوونتوس پشت خود را چرخاندند. در دیدار برگشت در تورین، برخی از هواداران یوونتوس پرچم‌هایی با عنوان "بدون عذر" و "حیوان‌های انگلیسی" را به ورزشگاه آورده بودند.